# Варфоломій (Гондаровський)
Варфоломій Гондаровський (в миру Микола Гондаровський; 27 жовтня 1927, село Нечаївка (нині Бєлгородський район, Бєлгородська область, Російська Федерація) — 21 березня 1988, Орел) — єпископ Московської патріархії українського походження. Наступник архієрея Філарета Денисенка на Віденській кафедрі РПЦ МП.

## Життєпис
Народився 27 жовтня 1927 в селі Нечаївка (нині Яснозоренська сільська рада, Бєлгородський район, Бєлгородська область, Російська Федерація).
Після служби в армії поступив у Московську духовну семінарію.
У березні 1954, будучи вихованцем семінарії, прийняв чернецтво.
18 квітня висвячений у сан ієродиякона, а 30 листопада — у ієромонаха.
Вступив до Московської духовної академії, яку закінчив у 1959 зі ступенем кандидата богослов'я. Залишений професорським стипендіатом при академії.
З 1959 по 1960 викладав у Московській духовній семінарії.
У червні 1960 Патріархом Алексієм І возведений у сан ігумена і призначений на посаду заступника начальника російської духовної місії в Єрусалимі.
З червня по вересень 1961 виконував обов'язки начальника місії, а в жовтні 1961 призначений її начальником, з возведенням у сан архімандрита.
26 травня 1963 у Феодорівському кафедральному соборі Ярославля хіротонізований на єпископа Углицького, вікарія Ярославської єпархії. Хіротонію здійснювали архієпископи: Ярославський і Ростовський Никодим Ротов, Новосибірський і Барнаульський Касіян Ярославський; єпископи: Дмитровський Кипріан Зьорнов, Костромський і Галицький Никодим Руснак, Талліннський і Естонський Алексій ІІ.
29 травня того ж року призначений єпископом Саратовським і Волгоградським.
У червні 1963 року брав участь в урочистостях на Афоні з нагоди 1000-річчя лаври святого Афанасія Афонського.
З 22 грудня 1964 — єпископ Віденський і Австрійський.
З 7 липня 1966 — єпископ Тульський і Белєвський.
З 20 березня 1969 — єпископ Кишинівський і Молдавський.
З 11 жовтня 1972 — єпископ Ташкентський і Середньоазіатський.
9 вересня 1973 возведений у сан архієпископа.
За спогадами Павла Адельгейма:

Ми частіше спілкувалися по телефону, коли говорити можна не про все. <…> Йому доводилося бути дуже стриманим у спілкуванні. Про кожен його крок постійно доносили уповноваженому. Він був надзвичайно лагідною людиною. У Кафедральному соборі залишилося спершу двоє, а потім один священник. Владика ніс седмицю по черзі зі священиком. Сам служив молебень і панахиду, сам відспівував і сповідував.
Урочистих зустрічей перед богослужінням не було. На буднях він служив у священницькому вбранні і малому омофорі. Сам одягався. При цьому завжди був життєрадісний і доброзичливий <…> До нього я завжди звертався, коли було важко з уповноваженим і здавалося, все пропало. Він завжди вмів знайти слова підтримки, а іноді і заступитися перед сильними світу цього. Йому можна було довіритися у всьому. Таке питання навіть не поставало. Зрозуміло, його не цікавили гроші, доходи. Він не був меркантильний, хоча держава аж ніяк не підтримувала тоді церкву матеріально.

З 10 вересня 1987 — архієпископ Орловський і Брянський.
Помер 21 березня 1988 року в Орлі. Похований на центральному Хрестительському кладовищі Орла в одній огорожі з могилою митрополита Орловського і Брянського Палладія Шерстенникова.

## Твори
- Критическое издание греческого текста Нового Завета Нестле и церковно-научное и практическое значение реконструированного им текста Евангелия от Матфея. (кандидатское сочинение).
- Из жизни Русской Духовной Миссии в Иерусалиме // Журнал Московской Патриархии. М., 1961. № 4. стр. 29.
- Речь при наречении во епископа Угличского // Журнал Московской Патриархии. М., 1965, № 7, с. 16.
- Представители Русской Православной Церкви на святогорских торжествах // Журнал Московской Патриархии. М., 1963. № 10. стр. 11-14
- XIX съезд старокатоликов в Вене // «Stimme der Orthodoxie». 1965, № 11, с. 11; № 12, с. 40-41 (нем. яз.).
- Визит делегации Иерусалимской Православной Церкви // Журнал Московской Патриархии. М., 1974. № 11. стр. 14-17.
- Пребывание Архиепископа Карельского и всей Финляндии Павла в СССР // Журнал Московской Патриархии. М., 1975. № 10. стр. 17-21
- Интервью корреспонденту АПН в связи с поездкой группы паломников на Афон // Журнал Московской Патриархии. М., 1976. № 6. стр. 2-4
- Исторический визит Предстоятеля Русской Церкви на Кипр // Журнал Московской Патриархии. М., 1979. № 2. стр. 55-60.